# Debaki Bose
Debaki Kumar Bose, noto semplicemente come Debaki Bose (Burdwan, 25 novembre 1898 – Calcutta, 17 novembre 1971), è stato un regista, sceneggiatore e attore indiano.
Si tratta di uno dei pionieri del cinema indiano, divenuto famoso nel corso degli anni a Bollywood, grazie al suo uso innovativo del suono e della musica.

## Filmografia

### Regista
- Panchasar (1930)
- Shadows of the Dead (1931)
- Aparadhi (1931)
- Nishir Dak (1932)
- Chandidas (1932)
- Rajrani Meera (1933)
- Puran Bhagat (1933)
- Meerabai (1933)
- Dulari Bibi (1933)
- Seeta (1934)
- Jeevan Natak (1935)
- Inquilab (1935)
- Sonar Sansar (1936)
- Bidyapati (1937)
- Sapera (1939)
- Nartaki (1940)
- Abhinava (1940)
- Apna Ghar (1942)
- Shri Ramanuja (1943)
- Swarg Se Sundar Desh Hamara (1945)
- Meghdoot (1945)
- Krishna Leela (1946)
- Alakananda (1947)
- Chandrashekhar (1947)
- Sir Sankarnath (1948)
- Kavi (1949)
- Ratnadeep (1951)
- Pathik (1953)
- Kavi (1954)
- Bhagaban Shrikrishna Chaitanya (1954)
- Bhalobasa (1955)
- Nabajanma (1956)
- Chirakumar Sabha (1956)
- Sonar Kathi (1958)
- Sagar Sangamey (1959)
- Arghya (1961)

### Sceneggiatore
- Flames of Flesh (1930)
- Aparadhi/Aparadhi Abla/The Culprit  (1931)
- Chandidas (1932)
- Meerabai/Rajrani Meera (1933)
- Jeevan Natak (1935)
- Inquilab (1935)
- Sonar Sansar /Sunehra Sansar (1936)
- Bidyapati (1937)
- Sapurey/Sapera (1939)
- Nartaki (1940)
- Chandrashekhar (1947)
- Sagar Sangamey (1959)

### Attore
- Flames of Flesh (1930)
- Panchasar (1930)
- Charitraheen (1931)